# 孝端顕皇后
孝端顕皇后（こうたんけんこうごう）は、明の万暦帝の皇后。姓は王、諱は喜姐（きしゃ）。

## 生涯
順天府の出身。原籍は紹興府余姚県。従九品文思院副使の王偉の長女として生まれた。万暦5年（1577年）、選抜されて翌年2月に皇后となった。父の王偉は永年伯に封じられた。
真赤の服を好み、後宮の主として聡明かつ謹厳な性格で、極めて有能であった。万暦帝の文書の収集・整理、皇太后たちへの孝事をこなし、太子朱常洛（後の泰昌帝、王皇貴妃の子）を支持し、皇帝の寵妃（鄭皇貴妃）には寬容で、自身に皇帝の寵愛はなくとも皇后の地位を盤石にした。一方で、鬱憤を晴らすために宮女や太監（宦官）たちへの虐待を数多く行い、時には折檻して死に至らしめたと後年、太監劉若愚が『酌中志』で回顧している。
万暦48年（1620年）、万暦帝に先立つこと4カ月にして崩じた。孝端貞恪荘恵仁明媲天毓聖顕皇后の諡号を贈られ、定陵に次代の生母王皇貴妃とともに帝と合葬された。生涯のライバル鄭皇貴妃は立后を謀ったが失敗に終わり、金山への埋葬を余儀なくされた。
中国史上で在位期間が最も長い皇后である（42年） 。

## 子女
- 朱軒媖（栄昌公主）

## 登場作品
- 「万暦首輔張居正」(中国・2010年、日本未公開) 演：楼兪